# Ґрінауць (Динджень)
Ґрінауць (рум. Grinăuţi) — село в Молдові в Окницькому районі. Входить до складу комуни, центром якої є село Динджень. В селі працює допоміжна школа-інтернат.
| Молдова | Це незавершена стаття з географії Молдови. Ви можете допомогти проєкту, виправивши або дописавши її. |